# Kamień (powiat opoczyński)
Kamień – wieś w Polsce położona w województwie łódzkim, w powiecie opoczyńskim, w gminie Sławno.
W latach 1954–1959 wieś należała i była siedzibą władz gromady Kamień, po jej zniesieniu w gromadzie Szadkowice. W latach 1975–1998 miejscowość należała administracyjnie do województwa piotrkowskiego.
Wieś jest siedzibą rzymskokatolickiej parafii Przemienienia Pańskiego.